# 亞納鄉 (瓦斯盧伊縣)

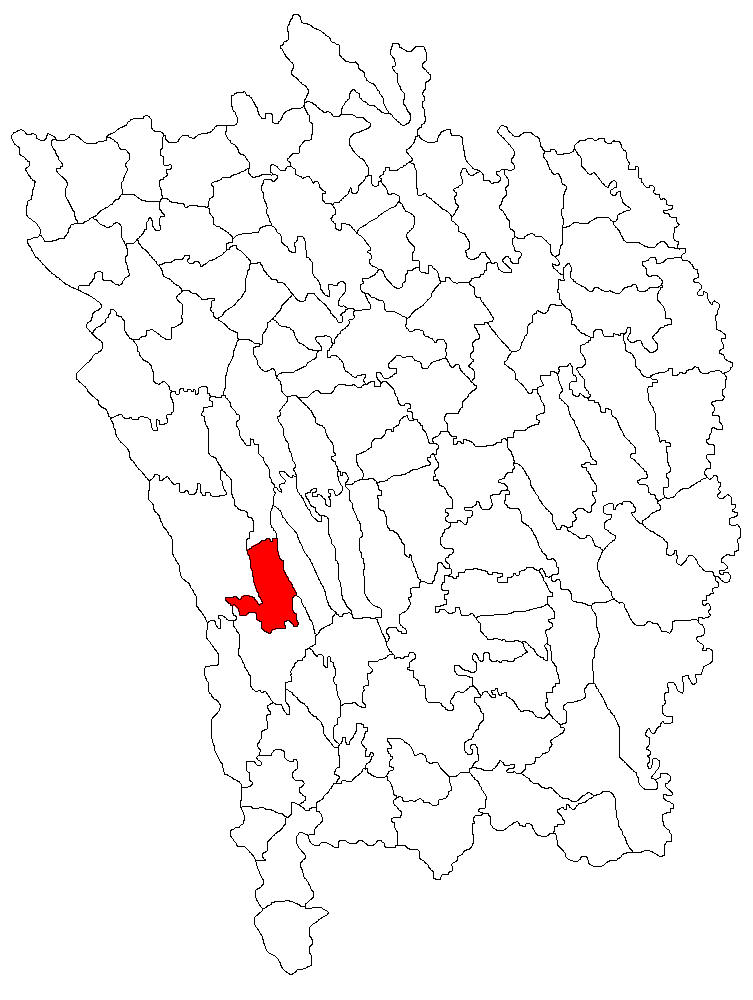
亞納鄉在该国中的地理位置

46°23′N 27°33′E / 46.383°N 27.550°E
亞納鄉（羅馬尼亞語：Comuna Iana, Vaslui），是羅馬尼亞的鄉份，位於該國東北部，由瓦斯盧伊縣負責管轄，面積45平方公里，海拔高度120米，2007年人口4,197，人口密度每平方公里94人。